# Isla Booby (San Cristóbal y Nieves)
Isla Booby (en inglés: Booby Island) es un islote deshabitado en San Cristóbal y Nieves. Se encuentra en The Narrows, el canal entre las islas de San Cristóbal y Nieves, aproximadamente a mitad de camino entre las dos. La isla Booby tiene forma de cono y está formada por una colina empinada y una costa rocosa. La isla está designada como Área Importante para las Aves por BirdLife International para proteger su población de aves. La regata de vela de Booby Island se celebra anualmente en las aguas que rodean la isla desde 2008.

## Geografía
La isla Booby se encuentra en The Narrows, el canal entre las islas de Nieves y San Cristóbal, donde es un punto medio aproximado entre las dos islas. Es una de las dos islas de The Narrows, junto con Cow Island, que mide aproximadamente 6 pies (1,8 m) de alto y 2 metros (6,6 pies) de ancho.
La isla Booby es un islote con forma de cono, que mide aproximadamente 1 hectárea (2,5 acre) de superficie. La isla se compone predominantemente de una colina empinada con afloramientos rocosos, mientras que su costa está formada por grandes rocas. La longitud de la isla y la altura de su pico son ambas de aproximadamente 38 metros (124,7 pies). El interior de la isla contiene densas poblaciones de plantas arbustivas; no se encontraron mamíferos en la isla en un estudio de 2004. Una muestra de andesita basáltica de la costa sureste de la isla Booby estaba compuesta predominantemente de dióxido de silicio en peso (56,41%).

## Población de aves

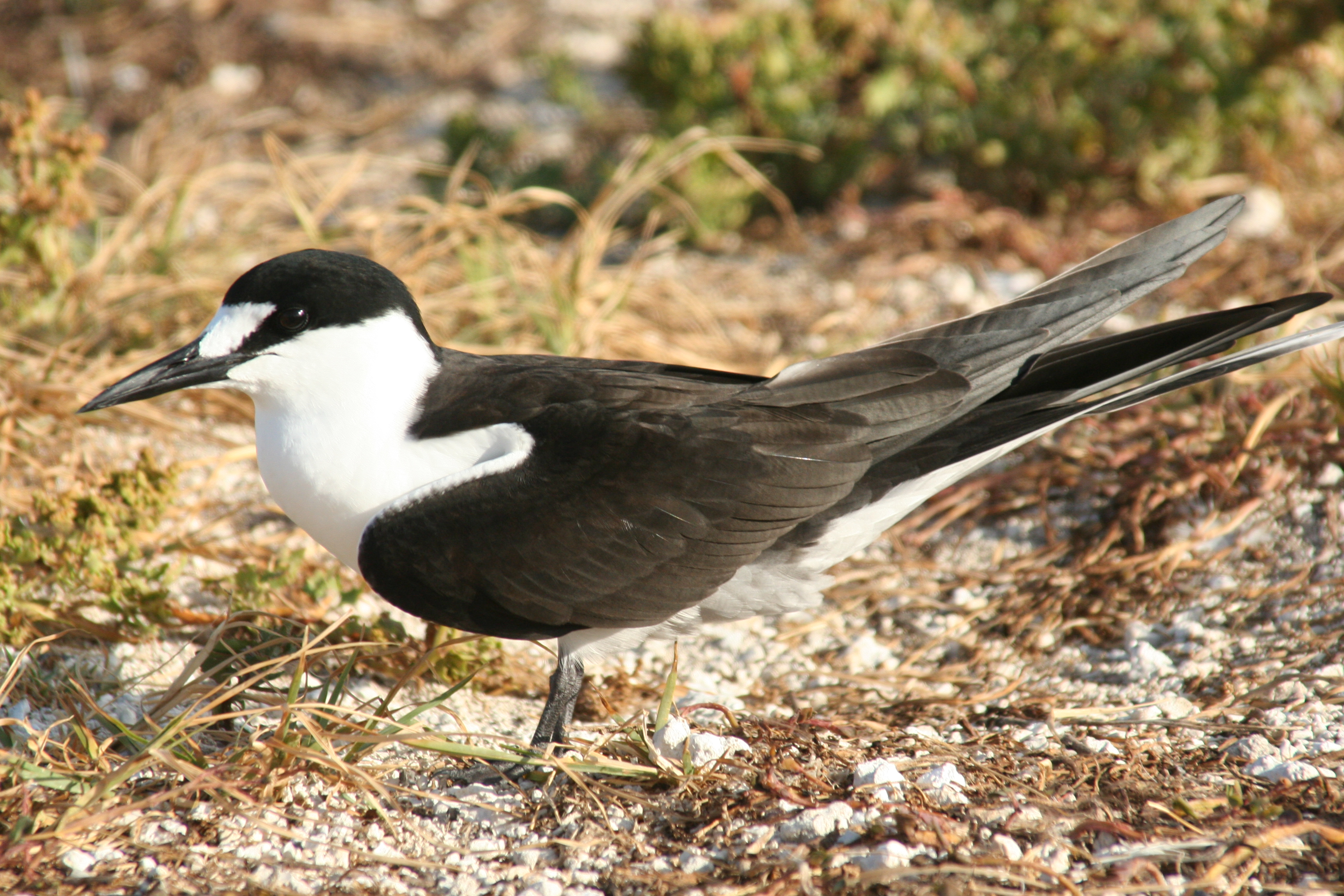
El charrán sombrío es el ave marina más común en la isla Booby.

La isla Booby es un importante sitio de anidación de aves marinas en San Cristóbal y Nieves. BirdLife International designó a la Isla Booby como Área Importante para las Aves, que incluye toda la isla y los mares hasta un kilómetro de distancia. En la isla Booby se encuentran ocho especies de aves marinas, donde la temporada de anidación comienza en abril o mayo y termina entre agosto y octubre. La isla Booby no está sujeta a ninguna protección ambiental especial.
Un estudio de la población de aves marinas de la isla realizado en 1997 reveló que albergaba entre 400 y 600 parejas anidadoras, y en 2008 se estimó que había aproximadamente 425. Las aves más comunes en el estudio de 1997 fueron los charranes sombríos, seguidos por los charranes embridados, las gaviotas reidoras, los charranes rosados y los charranes pardos. También se pueden encontrar pájaros tropicales de pico rojo en la isla Booby. Todas estas especies son raras en San Cristóbal y Nieves y no se encuentran en ninguna parte del país excepto en la isla Booby. La isla también tiene una población de pelícanos pardos, a los que coloquialmente se les llama «piqueros» a pesar de no ser miembros del género Sula. La población de aves marinas es frágil, ya que los huevos son fácilmente accesibles y expulsarlos de sus nidos hace que los huevos se sobrecalienten rápidamente. En 1997 se identificaron quince parejas de charranes rosados, pero al año siguiente sólo se encontraron dos.

## Interacción humana
La isla Booby está deshabitada. Está controlado por el gobierno de San Cristóbal y Nieves y no es de propiedad privada. La geografía de la isla dificulta el acceso humano, ya que los barcos no pueden atracar y los visitantes deben nadar sobre la costa rocosa. Los pescadores a veces recogen huevos de gaviotas reidoras y otras especies de aves, lo que puede tener un efecto negativo sobre la población de aves. Con el tiempo, la comunidad pesquera de Newcastle ha trasladado sus zonas de pesca desde las costas de Nevis y San Cristóbal a la costa de la isla Booby, para ahorrar en el uso de combustible y evitar zonas sobreexplotadas.
Desde 2008, la Regata de Vela de Booby Island se celebra anualmente para promover el turismo fuera de la temporada turística habitual. Históricamente duraba un día, pero se desvió de esto en 2015 con un evento de tres días. El evento principal es la Copa Booby Island, en la que los navegantes compiten alrededor de Booby Island en una carrera de barcos informal y de entrada abierta. En la primera regata de vela de Booby Island participaron tres barcos y en 2014 ese número aumentó a 16.
En 2021, una estudiante estadounidense fue mordida por un tiburón tigre mientras nadaba en la costa de la isla, lo que le provocó una amputación por encima de la rodilla.